# Václav Karel František Sedlnický z Choltic
Václav Karel (II.) František svobodný pán Sedlnický z Choltic uváděn také jako Karel František Václav svobodný pán Sedlnický-Odrowąz z Choltic (německy Wenzel Karl (II.) Freiherr von Sedlnitz, 30. září 1775 – 12. listopadu 1838) byl český šlechtic ze slezské linie svobodných pánů Sedlnických z Choltic. Zastával významné zemské úřady.

## Život
Narodil se jako syn Karla Jana Mikuláše Sedlnického z Choltic a jeho manželky Anny Marie Szubalské. Měl bratry Karla Josefa (1776–1859) a Františka Karla (1779–1852). 
V roce 1803 nechal Václav Karel František klasicistně přestavět zámek Šumbark, původně tvrz, kterou v roce 1686 Jan Rymultovský z Kornic přestavěl na barokní zámek. V roce 1827 ji hrabě Bedřich z Arcu přebudoval v duchu empíru.
V roce 1821 koupil také panství Jezdkovice s barokním zámkem poblíž Choltic. Ve 40. letech 19. století byl zámek přestavěn do empírové podoby, v době, kdy se zemský sudí Slezského vévodství Antonín František Karel svobodný pán Sedlnický-Odrowąż z Choltic a jeho žena hraběnka Karolína Augusta Falkenhainová z Kyjovic rozhodli trvale žít v Jezdkovicích. Sedlničtí vlastnili zámek až do roku 1945, kdy byla bezdětná vdova Marie Karolína Anna baronka Sedlnická z Choltic v roce 1946 odsunuta do Eringu v Bavorsku a zámek byl zkonfiskován. Po válce zámek sloužil různým účelům, stal se sídlem národního výboru, byla zde knihovna, klubovna mládeže a prodejna smíšeného zboží. V 60. letech 20. století byl zámek celkově zrekonstruován.

### Úřady
Poté, co Václav Karel utrpěl řadu finančních ztrát, byl nucen ve 40 letech skládat soudní zkoušky. V roce 1814 se stal auskultantem, poté v roce 1816 titulárním zemským radou, roku 1817 zástupcem zemského soudce, v letech 1819–1823 byl přísedícím daňového revizoria, od roku 1825 skutečný zemským radou, až se v roce 1828 stal zemským místokomorníkem, a nakonec v roce 1830 nejvyšším zemským soudcem a poslancem v Opavském a Krnovském knížectví.
V roce 1831 utrpěl mozkovou mrtvici, po níž se po dalších sedm let jeho zdravotní stav pomalu zhoršoval. Přesto se ještě roku 1833 stal zemským hejtmanem a předsedou opavského zemského soudu.
Václav Karel František Sedlnický z Choltic zemřel 12. listopadu 1838 ve věku 63 let.

## Manželství a potomci
V Hrozové se 28. února 1802 oženil se svobodnou paní Amálií Pinovou z Friedenthalu (1786–1866), s níž měl čtyři syny.
- 1. Antonín František (20. 6. 1803 Krásná – 19. 3. 1879 Opava)
  - ⚭  (21. 3. 1841 Opava) Karolina Augusta hraběnka z Falkenhainu (6. 8. 1817 Opava – 24. 9. 1889 Jezdkovice)
- 2. Ferdinand (20. 2. 1810 Opava – 1. 11. 1883), c.k. rytmistr
  - ⚭ (23. 4. 1846 Vídeň) Rosa sv. paní z Mattencloit (15. 9. 1819 Těšín – 3. 11.1892 Opava)
- 3. František Seraf (15. 4. 1817 Opava – 29. 7. 1896 Salcburk) 
  - ⚭ (12. 9. 1850 Vídeň) Adolfina hraběnka Podstatská-Lichtenstein (23. 9. 1829 Stronsdorf – 5. 8. 1915 Salcburk)
- 4. Heřman Karel (2. 6. 1820 Opava – 1. 12. 1892 tamtéž), rada c.k. vrchního soudu
  - ⚭ (9. 1. 1873 Opava) Josefína sv. paní z Bartensteina, ovdovělá Skrbenská z Hříště (6. 4. 1831 Vídeň – 9. 7. 1910 Kindberg)